# مقاطعة سواد كوه
مقاطعة سواد كوه (بالفارسية: شهرستان سوادکوه) هي مقاطعات إيران في إيران وتقع في مازندران يقدر عدد السكان في 
مقاطعة سوادكوه، بـ 66,430 نسمة ومساحتها 2,078.00 كم2 .
سوادکوه مسقط رأس رضا بهلوي، مؤسس الدولة البهلوية.